# 1 500 meter för damer i friidrott vid olympiska sommarspelen 1992
1 500 meter för damer vid olympiska sommarspelen 1992 i Barcelona avgjordes 5-6 augusti. 

## Medaljörer
| Gren        | Guld                         | Guld    | Silver                   | Silver  | Brons            | Brons   |
| 1 500 meter | Hassiba Boulmerka · Algeriet | 3.55,30 | Ljudmila Rogatjova · OSS | 3.56,91 | Qu Yunxia · Kina | 3.57,08 |

## Resultat
- Q innebär avancemang utifrån placering i heatet.
- q innebär avancemang utifrån total placering.
- DNS innebär att personen inte startade.
- DNF innebär att personen inte fullföljde.
- DQ innebär diskvalificering.
- NR innebär nationellt rekord.
- OR innebär olympiskt rekord.
- WR innebär världsrekord.
- WJR innebär världsrekord för juniorer
- AR innebär världsdelsrekord (area record)
- PB innebär personligt rekord.
- SB innebär säsongsbästa.

### Final
| Placering | Final                        | Tid     |
| --------- | ---------------------------- | ------- |
|           | Hassiba Boulmerka (ALG)      | 3.55,30 |
|           | Ljudmila Rogatjova (EUN)     | 3.56,91 |
|           | Qu Yunxia (CHN)              | 3.57,08 |
| 4.        | Tetjana Dorovskich (EUN)     | 3.57,92 |
| 5.        | Liu Li (CHN)                 | 4.00,20 |
| 6.        | Maite Zúñiga (ESP)           | 4.00,59 |
| 7.        | Małgorzata Rydz (POL)        | 4.01,91 |
| 8.        | Jekaterina Podkopajeva (EUN) | 4.02,03 |
| 9.        | Maria de Lurdes Mutola (MOZ) | 4.02,60 |
| 10.       | PattiSue Plumer (USA)        | 4.03,42 |
| 11.       | Elena Fidatov (ROM)          | 4.06,44 |
| —         | Doina Melinte (ROM)          | DNF     |

### Semifinaler
| Placering | Heat 1                       | Tid     |
| --------- | ---------------------------- | ------- |
| 1.        | Hassiba Boulmerka (ALG)      | 4.03,81 |
| 2.        | Ljudmila Rogatjova (EUN)     | 4:03.85 |
| 3.        | Maria de Lurdes Mutola (MOZ) | 4:04.20 |
| 4.        | Liu Li (CHN)                 | 4:04.35 |
| 5.        | Elena Fidatov (ROU)          | 4:04.55 |
| 6.        | Angela Chalmers (CAN)        | 4:04.87 |
| 7.        | Violeta Beclea (ROU)         | 4:05.46 |
| 8.        | Letitia Vriesde (SUR)        | 4:09.64 |
| 9.        | Kirsty Wade (GBR)            | 4:11.36 |
| 10.       | Maria Akraka (SWE)           | 4:14.30 |
| 11.       | Anna Brzezińska (POL)        | 4:15.53 |
| 12.       | Regina Jacobs (USA)          | 4:21.55 |
| 13.       | Marie Pierre Duros (FRA)     | 4:26.61 |

| Placering | Heat 2                       | Tid     |
| --------- | ---------------------------- | ------- |
| 1.        | Tetjana Dorovskich (EUN)     | 4.03,79 |
| 2.        | Małgorzata Rydz (POL)        | 4:03.83 |
| 3.        | Qu Yunxia (CHN)              | 4:03.86 |
| 4.        | Jekaterina Podkopajeva (EUN) | 4:03.93 |
| 5.        | Maite Zúñiga (ESP)           | 4:04.00 |
| 6.        | PattiSue Plumer (USA)        | 4:04.23 |
| 7.        | Doina Melinte (ROU)          | 4:04.42 |
| 8.        | Paula Schnurr (CAN)          | 4:04.80 |
| 9.        | Carla Sacramento (POR)       | 4:05.54 |
| 10.       | Fabia Trabaldo (ITA)         | 4:06.05 |
| 11.       | Sonia O'Sullivan (IRL)       | 4:06.24 |
| 12.       | Theresia Kiesl (AUT)         | 4:07.46 |
| 13.       | Debbie Bowker (CAN)          | 4:12.50 |

### Försöksheat
| Placering | Heat 1                    | Tid     |
| --------- | ------------------------- | ------- |
| 1.        | Hassiba Boulmerka (ALG)   | 4.09,91 |
| 2.        | Tetjana Dorovschich (EUN) | 4:09.94 |
| 3.        | Paula Schnurr (CAN)       | 4:09.99 |
| 4.        | Elena Fidatov (ROM)       | 4:10.00 |
| 5.        | Carla Sacramento (POR)    | 4:10.01 |
| 6.        | Liu Li (CHN)              | 4:10.08 |
| 7.        | Marie-Pierre Duros (FRA)  | 4:10.14 |
| 8.        | Maxine Newman (GBR)       | 4:15.16 |
| 9.        | Simone Meier (SUI)        | 4:15.64 |
| 10.       | Susan Sirma (KEN)         | 4:17.73 |
| 11.       | Suzy Favor (USA)          | 4:22.36 |
| 12.       | Laurence Niyonsaba (RWA)  | 4:24.87 |
| 13.       | Bigna Samuel (VIN)        | 4:33.41 |
| 14.       | Mantokoane Pitso (LES)    | 4:39.96 |
| 15.       | Rosemary Turare (PNG)     | 5:10.52 |

| Placering | Heat 2                        | Tid     |
| --------- | ----------------------------- | ------- |
| 1.        | Maite Zúñiga (ESP)            | 4.07,82 |
| 2.        | Doina Melinte (ROM)           | 4:08.58 |
| 3.        | Małgorzata Rydz (POL)         | 4:09.47 |
| 4.        | Ljudmila Rogatjova (EUN)      | 4:09.54 |
| 5.        | Letitia Vriesde (SUR)         | 4:10.63 |
| 6.        | Debbie Bowker (CAN)           | 4:11.27 |
| 7.        | Regina Jacobs (USA)           | 4:13.87 |
| 8.        | Sriyani Dhammika Manike (SRI) | 4:26.22 |
| 9.        | Carol Galea (MLT)             | 4:33.41 |
| 10.       | Rosalie Gangué (CHA)          | 5:06.31 |
| —         | Ann Williams (GBR)            | DQ      |
| —         | Fabia Trabaldo (ITA)          | DNF     |
| —         | Maria Akraka (SWE)            | DNF     |
| —         | Ellen Kießling (GER)          | DNF     |

| Placering | Heat 3                       | Tid          |
| --------- | ---------------------------- | ------------ |
| 1.        | Qu Yunxia (CHN)              | 4.07,40      |
| 2.        | Jekaterina Podkopajeva (EUN) | 4:07.55      |
| 3.        | Maria de Lurdes Mutola (MOZ) | 4:07.59      |
| 4.        | Violeta Beclea (ROM)         | 4:07.60      |
| 5.        | Sonia O'Sullivan (IRL)       | 4:07.70      |
| 6.        | Angela Chalmers (CAN)        | 4:07.75      |
| 7.        | Theresia Kiesl (AUT)         | 4:07.81      |
| 8.        | Kirsty Wade (GBR)            | 4:08.30      |
| 9.        | Anna Brzezińska (POL)        | 4:08.35      |
| 10.       | PattiSue Palmer (USA)        | 4:09.47      |
| 11.       | Gete Urge (ETH)              | 4:18.09      |
| 12.       | Khin Khin Htwe (MYA)         | 4:18.81      |
| 13.       | Brigitte Nganaye (CAF)       | 4:33.57 (NR) |
| 14.       | Ana Isabel Elias (ANG)       | 4:33.66      |